# Domingo Vitorino de Achega
Domingo Vitorino de Achega (Argentina, 1782 — 1859) foi um sacerdote argentino e elemento activo do movimento de emancipação do país. Foi ainda vice-presidente do Congresso da Nação Argentina e cónego da catedral de Buenos Aires, utilizou a sua fortuna na construção de escolas.